# Polycyrtus eliethae
Polycyrtus eliethae är en stekelart som beskrevs av Zuniga 2004. Polycyrtus eliethae ingår i släktet Polycyrtus och familjen brokparasitsteklar. Inga underarter finns listade i Catalogue of Life.